# Bralin (wieś w województwie wielkopolskim)

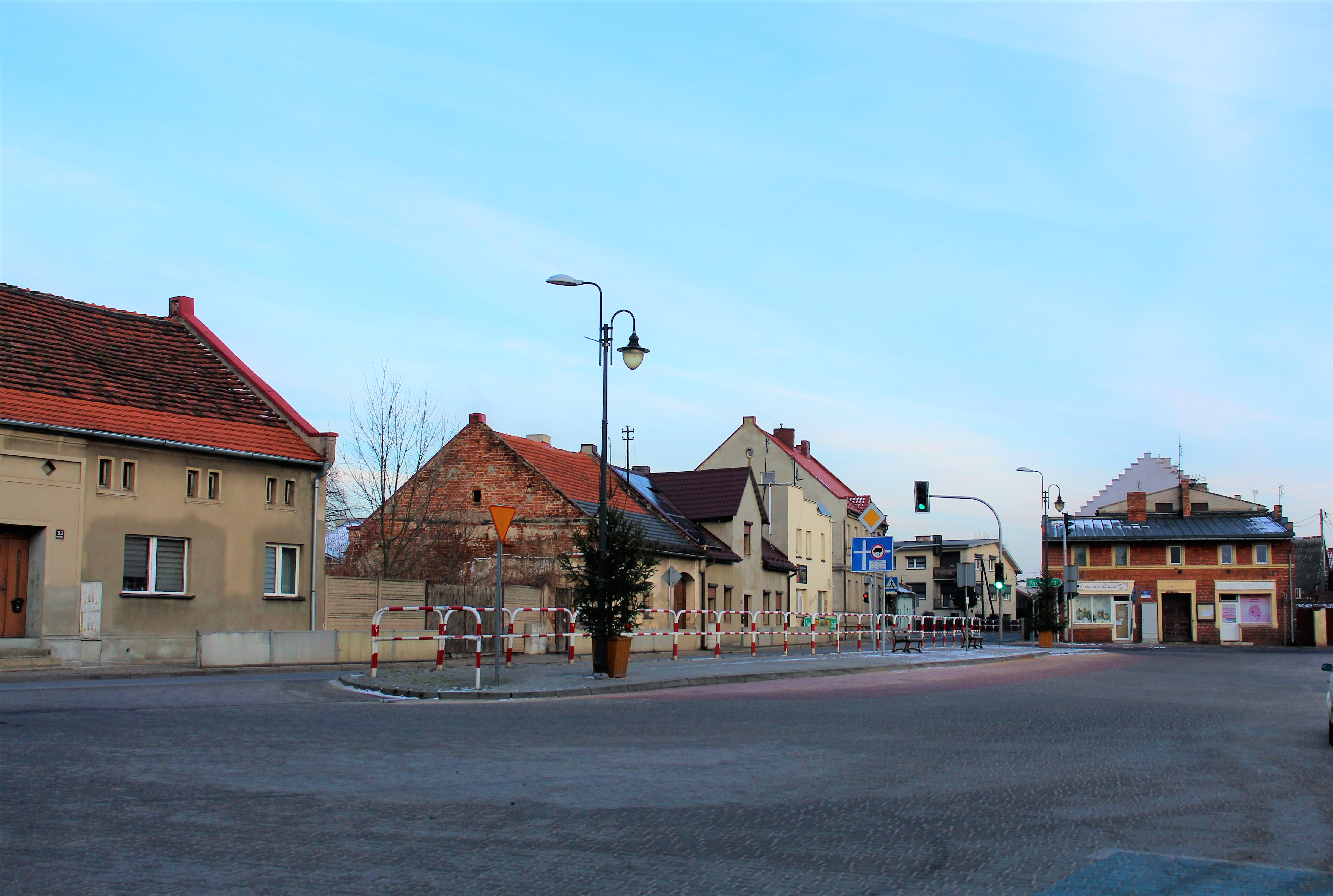
Rynek

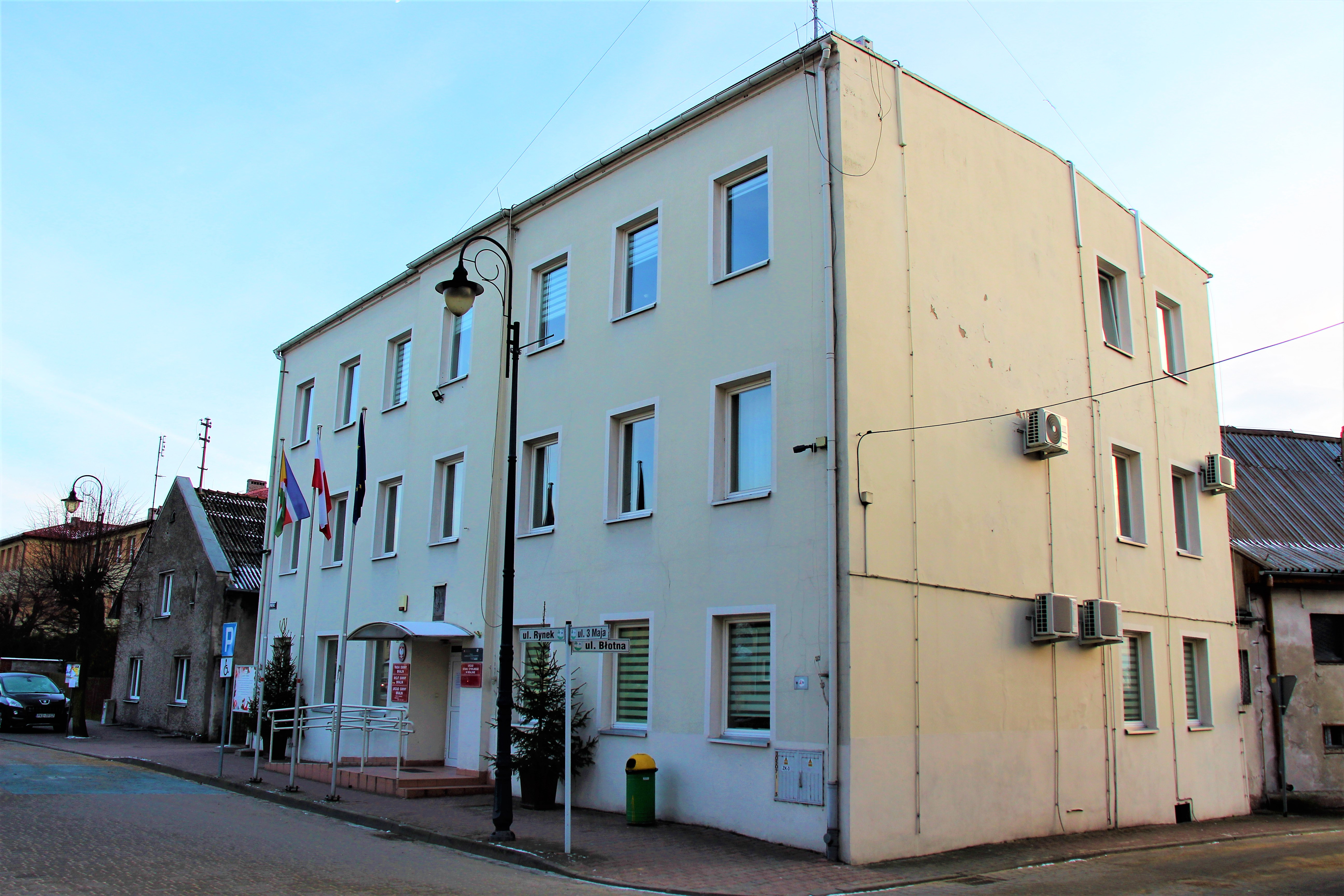
Urząd Gminy

Bralin – wieś w Polsce, położona 7 km na zachód od Kępna, w województwie wielkopolskim, w powiecie kępińskim, w gminie Bralin. Po raz pierwszy wzmiankowana w roku 1136. Ośrodek usługowy, rzemieślniczy, zakład metalowy.
Bralin uzyskał lokację miejską w 1540 roku, zdegradowany w 1742 roku.
W latach 1954–1972 wieś należała i była siedzibą władz gromady Bralin. W latach 1975–1998 miejscowość administracyjnie należała do województwa kaliskiego.
Miejscowość jest siedzibą gminy.

## Nazwa
Jak wynika z dokumentacji źródłowej, wieś istniała już w XIII wieku (notowana jako Bralin w 1288, Brelino w 1310). Nazwa miejscowości oznacza „należąca do Brala”, Bral zaś stanowi zdrobnienie Bratosława; nazwa jest archaiczna podobnie jak Berlin (z dawniejszego Bralina) lub Bralice z bulli gnieźnieńskiej 1136.
W roku 1613 śląski regionalista i historyk Mikołaj Henel z Prudnika wymienił miejscowość w swoim dziele o geografii Śląska pt. Silesiographia podając jej łacińską nazwę: Bralinum. Szwajcarski kartograf i geograf Matthäus Merian w swoim dziele Topographia wydanym w roku 1650 podaje nazwę miejscowości: Bralin.

## Historia
Od początków swego istnienia miejscowość należała do Śląska. W XVIII wieku przez Bralin przebiegał szlak Królewskiej Poczty Polskiej łączący Warszawę i Drezno.
W listopadzie 1918 liderzy polskiej ludności z tych stron wzięli udział w Sejmie Dzielnicowym, który obradował w Poznaniu, wśród nich byli: Branicki z Rypina-Ligoty, Edward Dyrbach z Bralina, Władysław Szułczyński z Bralina, Franciszek Hazulski z Mąkoszyc, Jan Maciejewski z Pasowychgór, Stefan Muller z Dziadowej Kłody, Józef Skotnik z Dziadowej Kłody, Jan Noskowicz z Międzyborza, Bronisława Przykutowa z Międzyborza, Ratajczak z Honig (Chojnik) oraz Józef Stenzel z Morawsi. W 1919 r. Bralin wraz z tzw. krajem rychtalskim został obsadzony przez wojsko polskie, a następnie, na mocy Traktatu Wersalskiego (10 stycznia 1920 r.) bez plebiscytu, wyłączony z niemieckiej Prowincji Śląskiej (powiatu sycowskiego) i włączony (w wyniku prac Międzysojuszniczej Komisji Granicznej – 19 stycznia 1920 r.) do województwa poznańskiego. W dokonanej nieco później (17 lipca 1920 r.) korekcie, część tego terenu (Dziadowa Kłoda i Ślizów) w zamian za tereny w okolicach Żarnowca na Pomorzu, powróciły do Niemiec.
Do roku 1925 pozostawał w granicach diecezji wrocławskiej, następnie znalazł się w granicach metropolii gnieźnieńsko-poznańskiej.
W Bralinie znajduje się nieczynny przystanek kolejowy na linii kolejowej nr 181 z Wielunia do Oleśnicy, na którym do 2002 roku zatrzymywały się pociągi osobowe.
W okresie międzywojennym stacjonował w miejscowości komisariat Straży Granicznej.
W czasie II wojny światowej Niemcy utworzyli we wsi podobóz pracy przymusowej obozu jenieckiego Stalag XXI A.

## Ludność
Starsza ludność Bralina (miejscowości, która w lutym 2011 roku liczyła niemal 2800 osób), a także najbliższych okolic posługuje się gwarą sycowską, należącą do istniejących już dziś tylko szczątkowo polskich gwar dolnośląskich będących częścią polskiego etnolektu śląskiego. Ślązacy – mieszkańcy dawnego „kraju rychtalskiego” zachowują poczucie odrębności w stosunku do ludności „polskiej” dawnego powiatu kępińskiego. Napływ ludności z sąsiedniego okręgu kępińskiego, a po drugiej wojnie światowej z kresów, a także odpływ rdzennych mieszkańców Bralina po zakończeniu działań wojennych, szczególnie do Wrocławia, spowodował dalszy zanik lokalnej gwary. Mimo to nadal można go usłyszeć w części tutejszych domów.

## Zabytki
- Układ urbanistyczny z rynkiem,
- Kościół pod wezwaniem św. Anny (1627) z elementami gotyckimi,
- Pseudoromański kościół poewangelicki pod wezwaniem św. Jana Chrzciciela (XIX w.), dwór (1910); w pobliżu:
  - pozostałości grodziska,
  - drewniany kościół odpustowy pod wezwaniem Narodzenia Najświętszej Marii Panny Na Pólku z 1711 roku.
- W okolicy znajdują się również pomniki przyrody (m.in. „Bralińskie Dęby”).

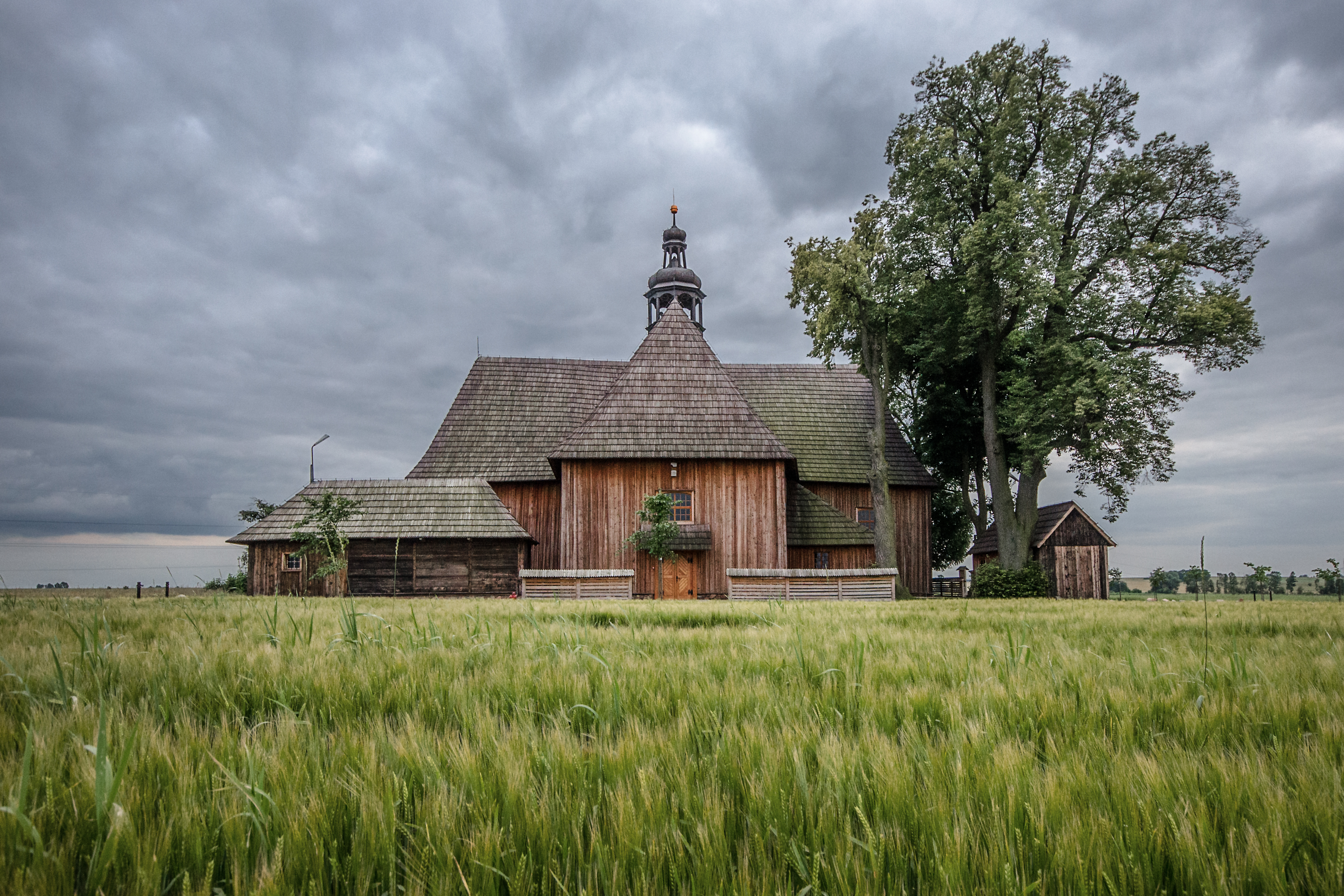
Kościół Narodzenia NMP w Bralinie
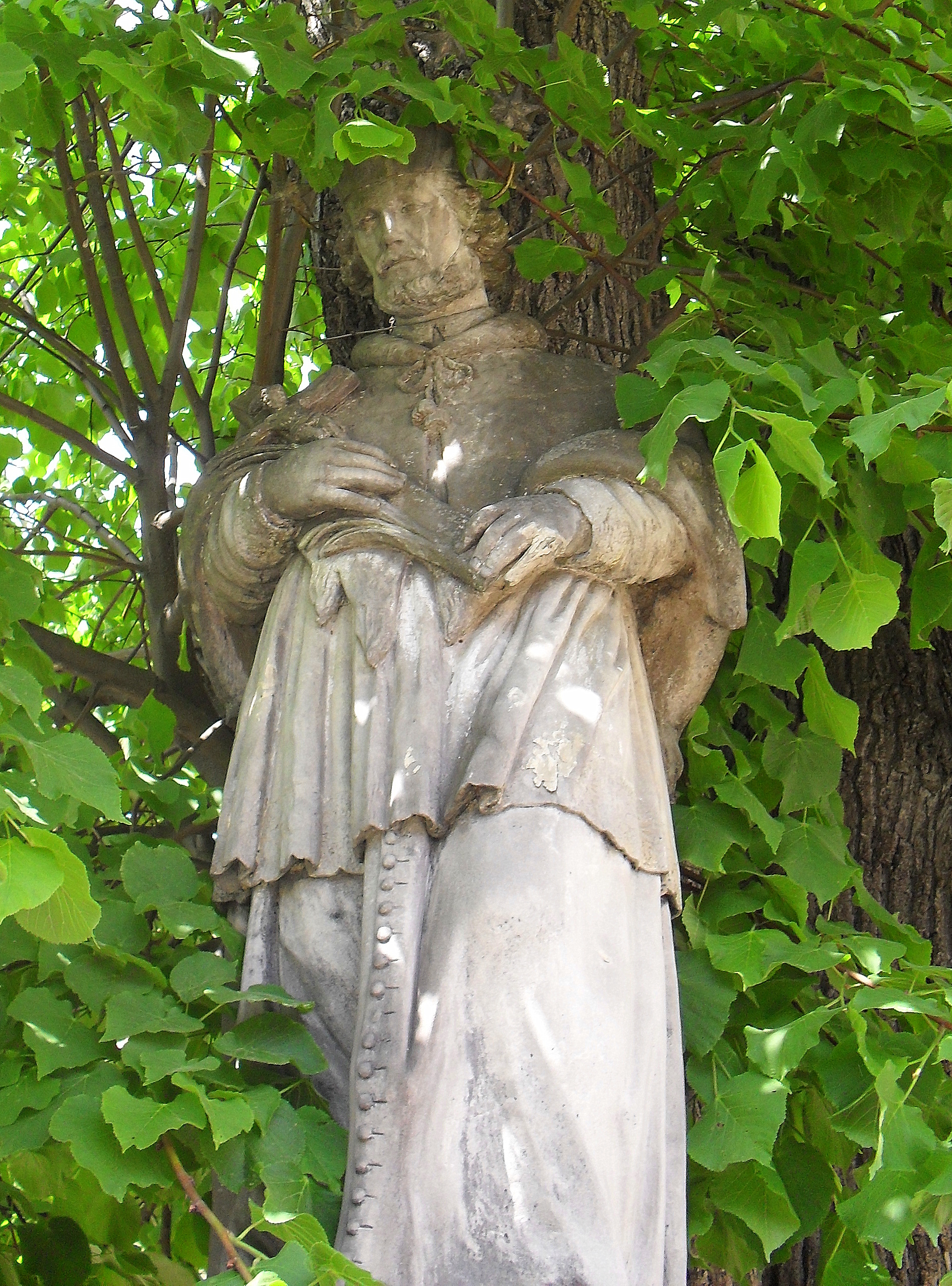
Figura św. Jana Nepomucena